# Sula (přítok Mezeně)
Sula (rusky Сула) je řeka v Archangelské oblasti v Rusku. Je dlouhá 221 km. Plocha povodí měří 2210 km².

## Průběh toku
Pramení na vrchovině Kosminský Kameň v Timanském krjaži. Ústí zprava do Mezeně.

## Vodní režim
Zdrojem vody jsou převážně sněhové srážky. Průměrný roční průtok vody ve vzdálenosti 79 km od ústí činí 13 m³/s. Nejvyšších vodních stavů dosahuje v květnu a v červnu. Zamrzá v říjnu a rozmrzá v květnu.